# Тигреш (пролив)
Тигреш (порт. baía dos Tigres, estreito dos Tigres) — пролив в Анголе в провинции Намибе. Отделяет остров Тигреш от остальной территории Анголы.

## География
На восточной стороне пролива раньше находился небольшой полуостров, на юге которого находился перешеек с рыбацкой деревней Сан-Мартин-душ-Тигриш (порт. São Martinho dos Tigres). В 1962 году океан прорвал перешеек полуострова. Так образовался остров Тигреш.